# Luciane Cristina Ouriques
Luciane Cristina Ouriques (1966) es una ficóloga, botánica, curadora, y profesora brasileña.
En 1990, obtuvo una licenciatura en Historia natural, por la Universidad Federal de Santa Catarina, la maestría en Biología Vegetal por la Universidad Estatal Paulista, en 1997; y, el doctorado por la misma casa de altos estudios, en 2002.
Desarrolla actividades académicas y de investigación, del Departamento de Biología Celular, Embriología y Genética, del Instituto de Botánica de la Universidad Estatal Paulista.

## Algunas publicaciones
- GOUVEIA, CLAUDIANE ; KREUSCH, MARIANNE ; SCHMIDT, ÉDER C. ; FELIX, MARTHIELLEN R. DE L.; OSORIO, LUZ K.P. ; PEREIRA, DEBORA T. ; DOS SANTOS, RODRIGO ; OURIQUES, LUCIANE C. ; MARTINS, ROBERTA DE PAULA. 2013. The Effects of Lead and Copper on the Cellular Architecture and Metabolism of the Red Alga Gracilaria domingensis. Microscopy and Microanalysis 19: 513-524
- j.m.c. NUNES, b.v. MARINS, l.c. Ouriques, m.b. BATISTA, m.t.m. SZECHY, n.a. ANDRADE, n.p. ARANTES, p. Horta; t.a. CAIRES. 2013. Taxonomia das algas pardas marinhas. 9788-5613, vol. 3, pp. 71-119
- OURIQUES, LUCIANE c.; SCHMIDT, e.c.; BOUZON, z.l. 2012. The mechanism of adhesion and germination in the carpospores of Porphyra spiralis var. amplifolia (Rhodophyta, Bangiales). Micron (Oxford) 43: 269-277
- BOUZON, ZENILDA l.; CHOW, FUNGYI; ZITTA, CARMEN s.; DOS SANTOS, RODRIGO w.; OURIQUES, LUCIANE c.; FELIX, MARTHIELLEN r. de l.; OSORIO, LUZ k.p.; GOUVEIA, CLAUDIANE; MARTINS, ROBERTA DE PAULA; LATINI, ALEXANDRA; RAMLOV, FERNANDA; MARASCHIN, MARCELO; SCHMIDT, EDER c. 2012. Effects of Natural Radiation, Photosynthetically Active Radiation and Artificial Ultraviolet Radiation-B on the Chloroplast Organization and Metabolism of Porphyra acanthophora var. brasiliensis (Rhodophyta, Bangiales). Microscopy and Microanalysis 18: 1467-1479
- OURIQUES, LUCIANE c.; SCHMIDT, e.c.; BOUZON, z.l. 2011. Cytochemical Study of Spore Germination in Nemalion helmintoides (Nemaliales, Rhodophyta). J. of Advanced Microscopy Res. 6: 1-8
- OURIQUES, LUCIANE c. 2011. Phaeophyceae. Bol. do Instituto de Botânica (São Paulo) 20: 55-97

### Libros
- z.l. Bouzon, r. Gargioni, luciane c. Ouriques. 2010. Biologia Celular. 2ª ed. Florianópolis: Univ. Federal de Santa Catarina. 238 pp.
- p. Horta; luciane c. Ouriques, r.l. Silva. 2009. Sistemática Vegetal 1. Florianópolis: Univ. Federal de Santa Catarina/EaD. 155 pp.
- z.l. Bouzon, luciane c. Ouriques, r. Gargioni. 2008. Biologia Celular. 1ª ed. Florianópolis: Univ. Federal de Santa Catarina/EaD. 204 pp.

### Revisión
- 2003 - 2004, Periódico: Biotemas
- 2000 - 2005, Periódico: Ínsula (Florianópolis)
- 2012 - 2012, Periódico: Protoplasma

## Premios
- 2007: Marinal Awards del ISS XVIII proc. XVIII Symposium de Bergen
- 1996: Premio Joly, VII Reunión Brasileña de Ficología

## Membresías
- de la Sociedad Brasileña de Ficología[5]
- de la Sociedad Internacional de Ficología[6]
- de la Sociedad Botánica del Brasil[7]